# Mandat des îles du Pacifique
1919–1947
Entités précédentes :
- Nouvelle-Guinée allemande

Entités suivantes :
- Territoire sous tutelle des îles du Pacifique ( États-Unis)

Le mandat des îles du Pacifique (委任統治地域南洋諸島, inin tōchi chiiki nan'yō shotō, littéralement « territoire sous mandat des îles du Pacifique Sud ») est un territoire sous mandat de la Société des Nations administré par l'empire du Japon de 1919 à la fin de la Seconde Guerre mondiale. Il comprenait les îles Mariannes du Nord, la Micronésie, les Palaos et les îles Marshall.
L’implantation japonaise dans les îles micronésiennes du Pacifique illustre les ambitions nouvelles du pays à la fin du XIXe siècle. Le Japon souhaite développer son empire colonial et affirmer sa puissance maritime face aux nations occidentales. Le premier conflit mondial lui donne l’opportunité de s’approprier les colonies allemandes du Pacifique Nord. À la fin de celui-ci, le Japon obtient le droit d’administrer la Micronésie comme mandat « C » de la Société des Nations. Cependant, sa présence dans cette partie du globe est contestée, notamment par l’Australie et la Nouvelle-Zélande, deux puissances coloniales locales.
La présence japonaise en Micronésie se manifeste par l’installation d’une administration pléthorique s’appuyant sur une police composée de fonctionnaires japonais mais aussi de jeunes Micronésiens. Le Japon, souhaitant intégrer complètement cette portion territoriale à son empire, impose un nouveau cursus scolaire et force les plus jeunes à maîtriser les bases du japonais. Outre les agents administratifs, de nombreux Japonais s’installent en Micronésie et leur proportion est, sur certaines îles, supérieure à la population micronésienne. Le shintoïsme est déclaré comme obligatoire et la conversion concerne en majorité les écoliers. Enfin, pour favoriser un développement économique efficace, la métropole diversifie la production de ces îles et investit dans des nouvelles sociétés commerciales, engendrant des dépossessions foncières et des déplacements forcés de populations locales. 
L’empire colonial japonais en Micronésie, après une phase d'essor lié à sa fortification massive, est désagrégé lors de la Seconde Guerre mondiale. Durant ce conflit, le Pacifique devient un des théâtres majeurs des opérations. La population micronésienne subit alors des déportations mais aussi des disettes engendrées par la monopolisation des denrées par l’armée japonaise. Finalement, la défaite du Japon entraîne un nouveau partage de la Micronésie à l'issue duquel les États-Unis administrent l'ensemble des archipels comme territoires sous tutelle de l'Organisation des Nations unies, le territoire sous tutelle des îles du Pacifique.

## Les ambitions japonaises en Micronésie (1885-1914)

### Volonté d'expansion maritime
L’expansion maritime japonaise est tardive. Elle débute dans les années 1890 lorsque le pays se rouvre et développe un grand dynamisme impérialiste après s’être retiré des traités inégaux qui lui ont été imposés par les puissances coloniales occidentales dans les années 1850.
Plusieurs facteurs favorisent la politique de conquête. Le premier est lié à l’inquiétude de la croissance démographique et de la capacité territoriale de la métropole à accueillir les générations futures. Une autre raison avancée est celle de la sécurité du pays et l’instauration de zones tampons pour protéger le commerce. L’espace est alors divisé en deux catégories. La première appelée « cordon de souveraineté » permet au territoire de la nation japonaise de survivre. La deuxième est le « cordon d’avantage » qui est nécessaire pour la protection de la métropole et pour garantir la paix à l’intérieur de ce cordon. Cette nouvelle politique coloniale met donc en évidence l’importance d’avoir des bases dans le Pacifique sud.
De plus, il y a aussi un certain sentiment d’excitation qu’apporte cette ouverture sur le monde après plusieurs siècles d’isolement.
Le gouvernement de Meiji (1868-1912) comprend le lien entre expansion coloniale et pouvoir national. La politique maritime est donc développée et le Japon modernise sa flotte. Le gouvernement prône le concept de « l’avancée vers le sud », autrement appelé nanshin, pour la gloire et la prospérité, ce qui permet de justifier la conquête du Nan’yo. Enomoto Takeaki (1836-1908) participe à l’expansion du territoire japonais en tant que ministre de la marine (1880-1881). Il est un des protagonistes centraux du « Boom des Mers du Sud » dans les années 1885-1895 en influençant les ministères. Il conseille, par exemple, l’achat ou l’occupation de territoires dans le Pacifique tels que Bornéo ou la Nouvelle-Guinée. Il favorise la création d’organismes comme la Tokyo Geographic Society qui met en avant l’importance de développer l’empire du Japon vers les mers du Sud. Dès la fin de l’année 1882 le premier navire de guerre japonais, la corvette Ryujo, est présent dans les eaux micronésiennes.

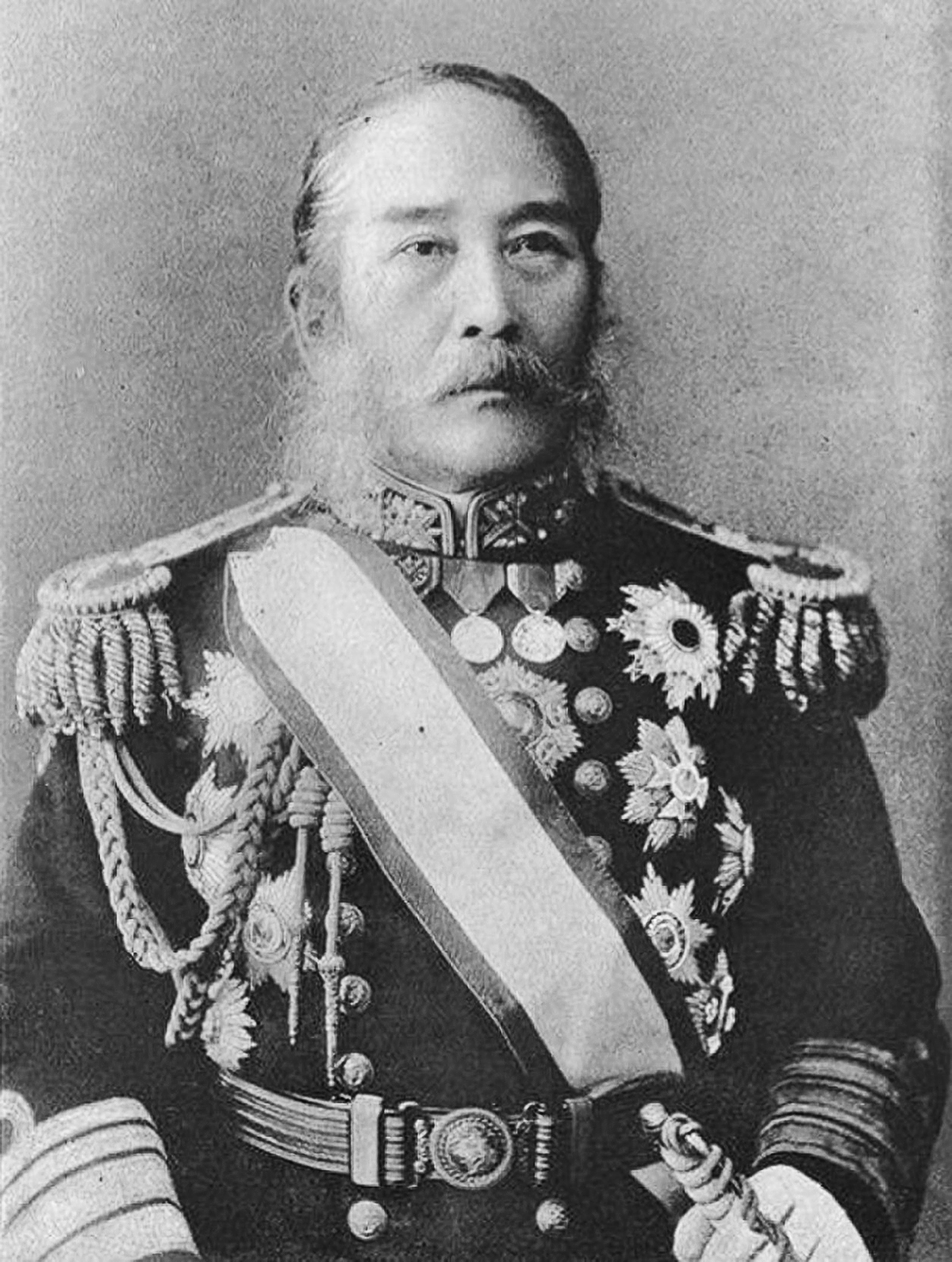
Enomoto Takeaki

### La Première Guerre mondiale et colonisation
Lors du déclenchement de la Première Guerre mondiale, l’alliance anglo-japonaise contractée en 1902 pousse le Japon à intervenir aux côtés des Alliés. Dès septembre 1914, une partie de la flotte japonaise se dirige vers les Îles Mariannes et Îles Carolines ayant pour objectif de chasser les navires allemands déjà présents. Le pays ne cache pas ses intentions de conquérir et de conserver les anciennes colonies allemandes du Pacifique, notamment les Îles Marshall, Carolines et Mariannes localisées en Micronésie. Ces îles étant faiblement défendues et isolées, le Japon n’a aucune difficulté à réaliser son projet. Le Japon occupe l’île de Nauru le 6 novembre 1914. La présence japonaise inquiète l’Australie, la Nouvelle-Zélande et les Etats-Unis qui ont peur que leurs territoires passent sous l’influence du Japon. Londres engage donc des négociations avec ce dernier pour admettre que l’équateur serve de limite pour séparer la zone d’opération japonaise de celle australasienne. Ces premières tensions, principalement sur le sujet de la White Policy, préfigurent celles présentent lors de la conférence de la Paix. Bien que les territoires libérés ne sont pas considérés comme appartenant définitivement au pays occupant, le gouvernement japonais envoie des équipes scientifiques pour étudier les différentes îles.

## L'implantation du Japon

### Le partage territorial après la Première Guerre mondiale

#### La conférence de la Paix
Dès la fin de la guerre, le Japon revendique l’occupation officielle et définitive des anciennes colonies allemandes. Lors de la Conférence de la paix de Paris en 1919, l’Australie et la Nouvelle-Zélande refusent l'inscription du principe d’égalité raciale dans la charte de la Société des Nations (SDN) pour promouvoir leur politique de peuplement blanc. Un sentiment nationaliste japonais se développe alors.

#### La SDN et les mandats C
La société des nations pensée lors du traité de Versailles en 1919, prend en compte la politique coloniale, notamment en instaurant un statut spécifique pour certaines colonies. L’article 22 détaille les différents statuts. La Micronésie est alors qualifiée de « mandat C » ce qui signifie que le mandataire peut administrer l’espace comme une partie intégrante de son territoire. Ce mandat est réservé aux colonies peu développées. Théoriquement une commission permanente examine et détient un contrôle sur les politiques appliquées dans les mandats mais dans les faits celles-ci sont totalement sous l’emprise du colonisateur. Le Japon insiste sur sa volonté d’apporter la civilisation à ces nouveaux territoires mais aussi de les intégrer au développement économique. Cependant, en 1933 le Japon quitte la SDN et les territoires micronésiens passent donc totalement sous le contrôle nippon.

### L'établissement du Nan'yo Cho

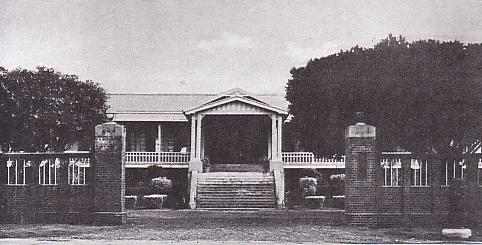
Quartier général du Bureau du Pacifique Sud

Le Nan’yo Cho, officiellement instauré en avril 1922, désigne en japonais les mandats du Japon sur les anciennes îles de Micronésie. Entre 1914 et 1922, l’administration militaire japonaise divise la Micronésie en six districts (Truk, Palaos, Saipan, Ponape, Jaluit et Yap) dont Truk est le quartier général. Ce nouveau gouvernement a pour objectif d’instaurer une administration forte et efficace pour réaliser son projet de « Nouveau Japon ». La métropole dispose de 950 employés sur place, un chiffre assez conséquent par rapport aux 25 employés sous l’occupation allemande. Le gouverneur civil, résidant à Palaos, reçoit ses ordres du Premier ministre et n’a pas un rôle très important étant donné que la colonie est régie par ordonnances impériales. Son autonomie est d'autant plus limitée qu'à partir de 1929 un ministère des Colonies est mis en place et nomme directement le gouverneur. La particularité de l'administration de la Micronésie est l'établissement d'un gouvernement de fonctionnaires civils. Ce choix politique s'inscrit dans la volonté de « japonisation des îles ».

## Affirmation de la présence japonaise

### Un ancrage administratif

#### Les décisions administratives
La présence japonaise en Micronésie engendre une soumission de la population locale aux valeurs et coutumes communes japonaises. La Nan'yo-cho emploie près de 950 fonctionnaires pour contrôler et administrer cette zone. Ce nombre d'officiers est très important pour un territoire colonial, spécialement lorsqu'il est comparé aux administrations coloniales européennes. Le gouvernement détient un rôle majeur concernant la construction d'hôpitaux et la modernisation des écoles. L'administration est hiérarchisée en trois niveaux. Le plus haut comprend une section de la police dirigée par un surintendant. Celle-ci est secondée par des inspecteurs de police et le dernier niveau se compose des policiers. Les différentes branches des gouvernements présents sur les îles reproduisent ce schéma. 
Désormais, les chefs de tribus sont subordonnés à l'administration japonaise. Ils doivent donc transmettre les informations officielles, collecter les impôts et les taxes et vérifier la bonne application des lois et des ordres. Ces chefs reçoivent un salaire de la part de l'administration et un uniforme qu'ils doivent porter lors des cérémonies officielles. Malgré la forte étendue du territoire à administrer, les Japonais n'ont pas à faire face à beaucoup de résistance de la part des populations indigènes.

#### Le rôle de la police
La police est très hiérarchisée et a des compétences multiples. Elle est chargée de collecter les impôts, informe la population des réformes et de la législation, supervise la construction d’infrastructures et détient aussi un rôle sanitaire. Pour l’aider, elle s’appuie sur des hommes locaux âgés de moins de quarante ans et qui ont réalisé cinq années à l’école élémentaire. Cela permet d’avoir des employés connaissant la population locale et ayant un niveau d’éducation leur permettant de réaliser des tâches relativement accessibles. De plus, ils disposent d’une formation de trois mois pour maîtriser les bases du japonais, ce qui renforce l’ancrage culturel du Japon dans les îles. Cependant, ces employés locaux se coupent d’une partie de leur culture et de leurs traditions pour intégrer cette nouvelle administration.
Le policier japonais symbolise donc le premier maillon de la chaîne entre la population locale et l’administration. Il y en avait généralement un présent sur chaque île et il avait pour mission de transmettre les nouvelles techniques agricoles et de surveiller les gouvernements locaux. Le champ des pouvoirs de la police étant relativement étendu, cela permet d’affirmer la présence et la puissance du gouvernement japonais sur les îles. Les objectifs principaux de l’efficacité de cette police sont la loi, l’ordre et le progrès matériel.

### Évolutions et société

#### L'encadrement par l'éducation

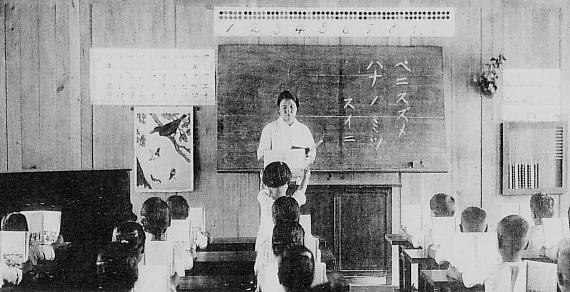
Une « école indigène » aux îles Truk dans les années 1930.

Le gouvernement des Mers du Sud instaure une école primaire de trois ans et propose deux années supplémentaires pour les meilleurs élèves. Néanmoins, la dispersion territoriale rend difficile la scolarisation de tous les enfants. En effet, seul le territoire de Palaos détient un taux d'alphabétisation de 100%. Le but de cette instruction est de former des jeunes Micronésiens capables de maîtriser les bases du japonais pour comprendre les ordres de l'administration. 
Durant les années 1930, l'école devient le lieu d'exaltation de l'instruction morale pour ancrer le patriotisme envers le pays occupant. Les écoliers chantent l'hymne national et récitent des serments d'allégeance à l'empereur. L'instruction facilite la diffusion du mode de vie et des valeurs japonais, permettant une japonisation des populations locales.

#### Une forte immigration japonaise
Pour favoriser le développement des mines et des plantations, les Japonais encouragent fortement les Micronésiens à travailler dans ces secteurs. Cet encouragement se transforme en obligation quelque temps plus tard. Il y a donc des déplacements de populations qui engendrent des conséquences démographiques, économiques et sociales. Certaines zones sont désertées par la main d'œuvre et la crise démographique micronésienne est accrue par l'immigration de colons japonais apportant des épidémies. Ces immigrés japonais sont souvent pauvres. Ceux-ci ne pouvant faire fortune en métropole décident de migrer vers les colonies qui promettent une élévation du niveau de vie. Une fois installés, ces travailleurs sont rejoints par leur famille. Ils s'installent en priorité sur les îles sucrières et phosphatières qui leur offrent du travail. Les îles Mariannes concentrent 80% des migrants japonais en 1937 ; les Micronésiens ne représentent alors plus que 9 % de la population.
| Année | Population japonaise |
| ----- | -------------------- |
| 1925  | 7 331                |
| 1930  | 19 835               |
| 1936  | 55 948               |

En implantant des aéroports, des ports ou en fortifiant certaines villes, le Japon militarise cet espace. Ce processus s'inscrit dans une dynamique politique dans laquelle le Japon porte atteinte, de manière détournée, aux intérêts américains et anglais dans le Pacifique. Par ailleurs, cette militarisation joue un rôle important lors du déclenchement de la Seconde Guerre mondiale.

#### La religion

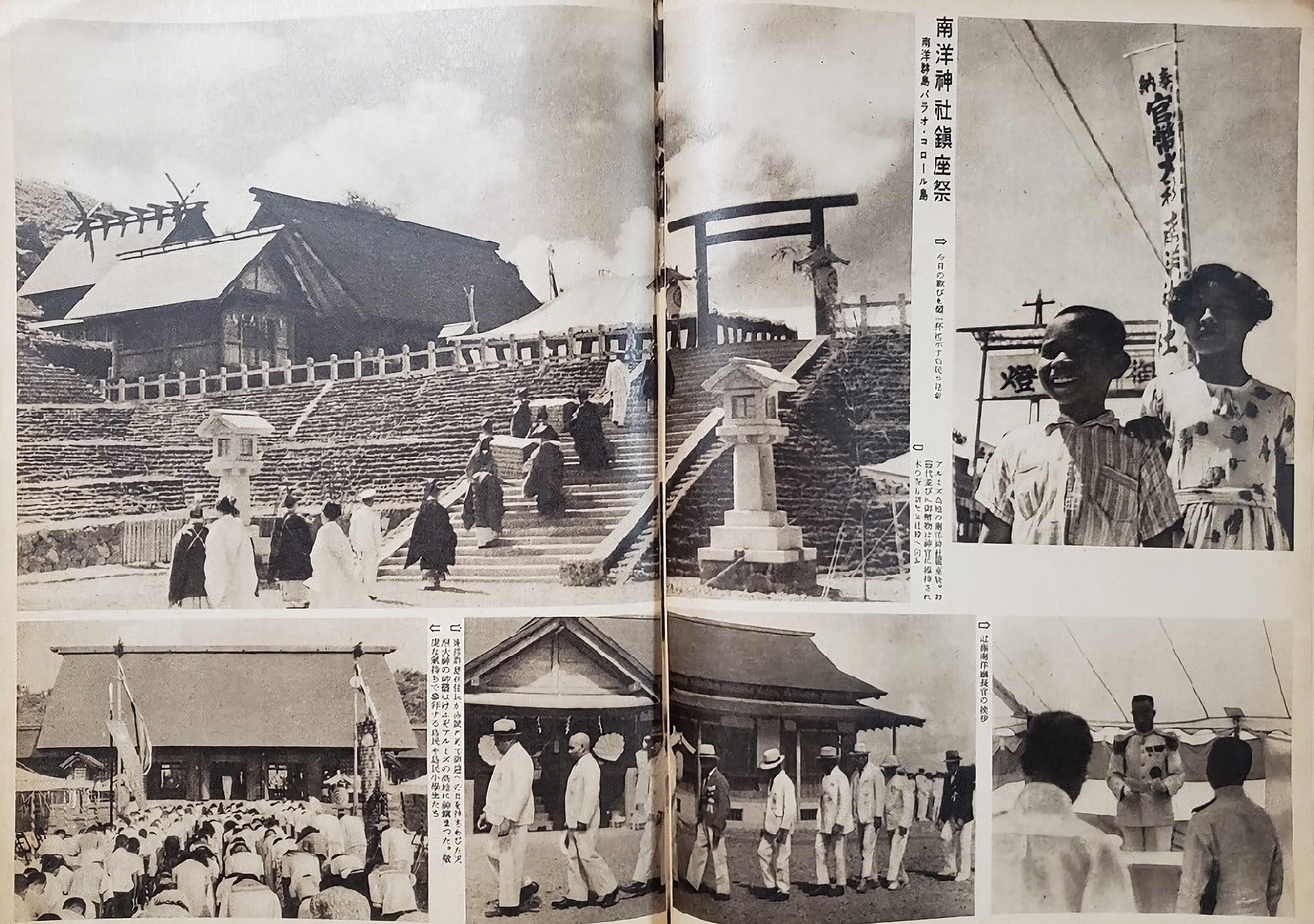
Temple shinto à Koror.

La japonisation de la Micronésie s’illustre aussi par l’imposition du shintoïsme d'État sur les différents archipels, parachevée par la construction en 1940 à Koror, dans les Palaos, d’un ichi-no-miya, un sanctuaire shinto principal. Cette politique n’est pas seulement vouée à l’acculturation des Micronésiens. En effet, elle a aussi pour objectif de répondre aux besoins des migrants japonais. Les écoliers sont incités à connaître les prières shintos, à participer aux rituels comme le démontrent plusieurs photographies prises durant cette période.

## Développement de la Micronésie

### Diversification de la production
Le gouvernement japonais tente de diversifier la production agricole, celle-ci étant principalement basée sur la culture du coprah et de l'exploitation du phosphate. Le choix d'implanter et de développer des industries sucrières s'impose dans l'entre-deux-guerres. La pêche est aussi fortement mise en avant et la bonite est alors, après le phosphate et le sucre, la troisième ressource la plus exportée. Un changement profond de la structure économique micronésienne s'opère donc durant l'entre-deux-guerres, notamment grâce à l'apport des nouvelles technologies.

### Un essor industriel

#### Le Nambo
La Nan'yō Bōeki (« Société commerciale des mers du sud »), plus couramment appelée « Nambō », est fondée en 1908. Elle symbolise l'implantation japonaise dans ces îles avant même sa colonisation officielle. Principal producteur agricole du mandat, elle détient les monopoles du commerce intra-insulaire et de la production de coprah. Le développement de cette société s'accroît fortement dans les années 1930 lorsque le Japon affirme l'importance de la participation de ces îles à la prospérité globale de la nation.
La production et le commerce du sucre sont un monopole de la Nan'yō Kohatsu (« Société de développement des mers du Sud »), dite « Nanko », établie en 1921 par Haruji Matsue. L'industrie sucrière prend une ampleur si importante qu'en 1935 elle représente 75 % des exportations de la Micronésie et que Matsue est surnommé le « Roi du sucre ».

### Dépossessions foncières
Bien que la restructuration des activités micronésiennes semble porter ses fruits, celle-ci se fait au détriment de l'agriculture traditionnelle. En effet, sur les îles Mariannes, à Palaos et Pohnpei une forte dépossession foncière se produit. Pour la réaliser, les mesures protégeant la propriété foncière sont abolies et la population micronésienne devient minoritaire face à celle japonaise.

## LeNan'yo Chodans laSeconde Guerre mondiale

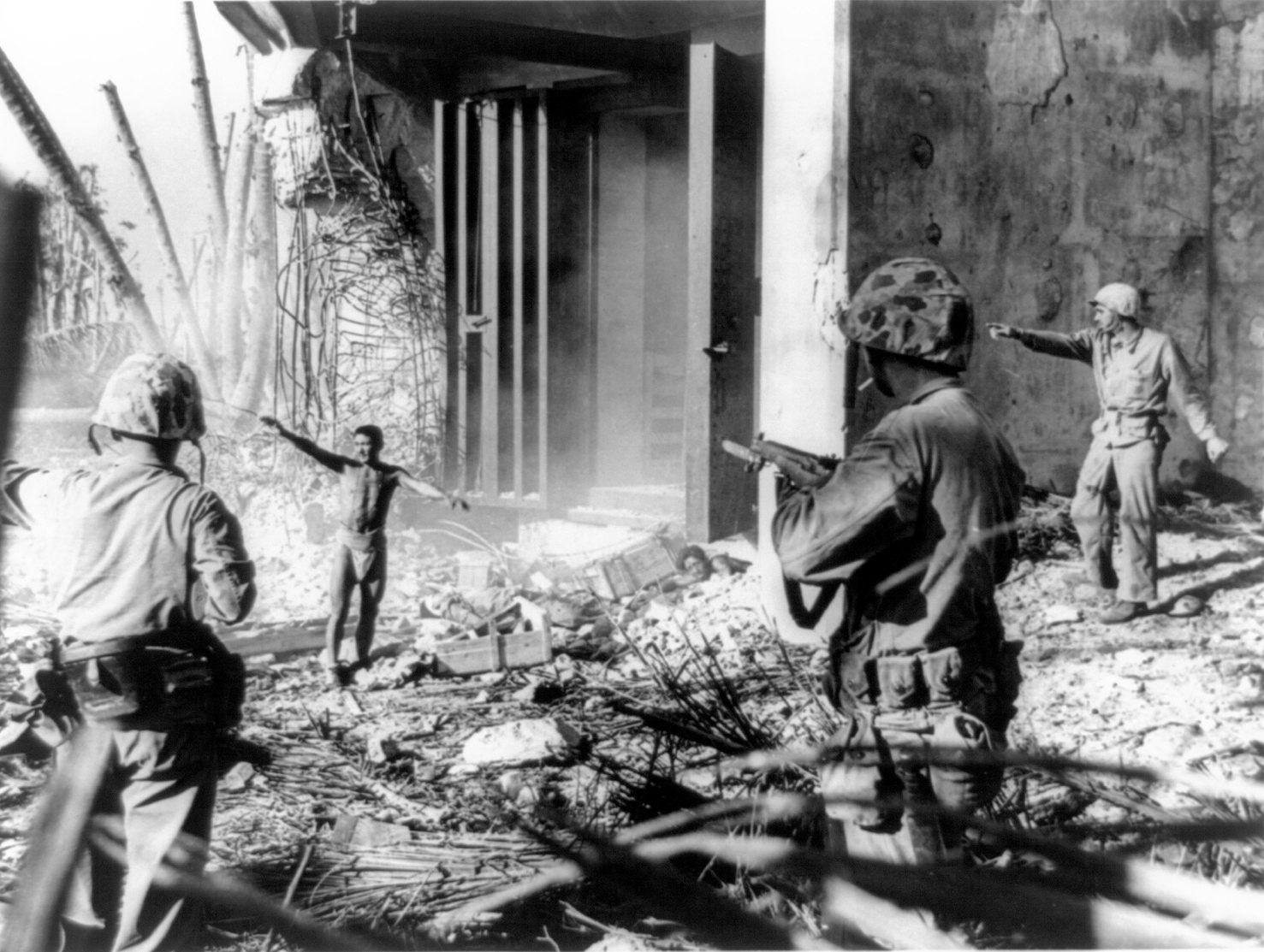
Soldat japonais se rendant à trois soldats américains dans les îles Marshall.

Les îles micronésiennes sont fortement impactées par les combats de la Seconde Guerre mondiale. En effet, les Japonais contraignent ces îles à augmenter leur production pour faire face à l’ennemi, notamment américain. Des migrations sont imposées pour accomplir le travail forcé. Ces populations souffrent aussi de privation alimentaire, les denrées étant réservées à l’effort de guerre. À Banaba, la majorité de la population est déportée et environ 150 jeunes hommes restent présents pour servir les officiers japonais. Cependant, ils sont exécutés lorsque l’armée nippone se rend compte que sa défaite est proche.
La bataille de la mer de Corail du 4 au 8 mai 1942 permet aux États-Unis d’arrêter la progression japonaise en Océanie. Ils entament ensuite une remontée progressive vers le Japon qui conduit à des combats parfois très meurtriers sur ces îles très fortifiées défendues par des soldats nombreux. Les Américains occupent les îles Mariannes durant le mois de juillet 1944, privant le Japon de toute capacité d'initiative dans le secteur. 
Le second conflit mondial s’achève par la soumission du Japon. Les colonies océaniennes de ce dernier passent sous tutelle de l'Organisation des Nations unies, la gestion des archipels étant assurée par les États-Unis. Les colons japonais sont alors expulsés de l'archipel. Les États-Unis utilisent notamment ces territoires pour des essais nucléaires. La plupart deviennent indépendants dans les années 1980 et 1990.

#### Monographies
- (en) Mark R. Peattie, Nan'yo : The Rise and Fall of the Japanese in Micronesia (1885-1945), Honolulu, University of Hawai'i Press, 1988.

#### Articles et chapitres
- (en) Mark R. Peattie, « The Japanese Colonial Empire, 1895-1945 : The Twentieth Century », dans Peter Duus (dir.), The Cambridge History of Japan, vol. 6, Cambridge, Cambridge University Press, 2008, 826 p..
- Sarah Mohamed-Gaillard, « La Nouvelle Donne coloniale de l'entre-deux-guerres : La Micronésie intégrée aux ambitions de puissance du Japon », dans Histoire de l'Océanie, Paris, Armand Colin, coll. « U », 2015, 240 p..